# آي بي أم 3270
IBM 3270 هي عائلة شاشات حاسوب قدَّمتها شركة آي بي إم في عام 1971. وتستخدم مع حواسيب آي بي إم المركزية. كانت نُسخة آي بي إم 3270 هي النسخة الاحدث من آي بي إم 2260. عرفت هذه الشاشات غير رسميا بشاشات اللون الاخضر و ذلك بسبب لون كتابتها التي كانت على النسخ القديمة. على عكس المحطة الموجهة نحو الأحرف (طرفية حاسوب) يقلل 3270 من عدد مقاطعة (حوسبة) I/O أو ما يعرف وحدات الإدخال والإخراج المطلوبة؛ لنقل كتل كبيرة من البيانات المعروفة باسم تدفقات البيانات ويستخدم واجهة اتصالات خاصة عالية السرعة باستخدام كبل متحد المحور. طراز 2 من آي بي إم 3270، شركة آي بي إم لم تعد تصنع محطات الخاصة بنسخ 3270 ولكن بروتوكول آي بي إم 3270 ما زال يستخدم بشكل شائع عن طريق عملاء TN3270 محاكي المحطة خاصة بـ 3270 أو وجهات الإنترنت التي تُستخدَم للوصول إلى تطبيقات القائمة على الحاسوب المركزي وكما تعرف بتطبيقات الشاشة الخضراء.

## المبادئ
تم تصميم سلسلة 3270 للاتصال بأجهزة الحاسوب المركزية، غالبًا في مكان بعيد، باستخدام التكنولوجيا التي كانت متوفرة في ذلك الوقت في أوائل السبعينيات 1970. كان الهدف الرئيسي للنظام هو زيادة عدد المحطات التي يمكن استخدامها على حاسوب مركزي واحد. للقيام بذلك، تم تصميم 3270 لتقليل كمية البيانات المرسلة وتقليل تكرار المقاطعات إلى الحاسوب الرئيسي. من خلال التأكد من عدم مقاطعة وحدة المعالجة المركزية عند كل ضغطة مفتاح، كان حاسوبًا مركزيًا من طراز آي بي إم 3033 من حقبة السبعينيات مزودًا بسعة 16 ميجابايت فقط من الذاكرة الرئيسية تخزين بيانات الحاسوب قادرًا على دعم ما يصل إلى 17500 3270 محطة طرفية بموجب CICS.
يتم تجميع معظم أجهزة 3270 ، مع عرض واحد أو أكثر أو طابعة متصلة بوحدة تحكم (3275 و 3276 متضمنة وحدة تحكم متكاملة). تم توصيل الأجهزة في الأصل بوحدة التحكم عبر سلك متحد المحور ؛ لاحقًا، توفرت توصيلات الحلقة المرمزة أو الزوج الملتويكبل مزدوج مجدول أو إيثرنت. تتصل وحدة التحكم المحلية مباشرة بقناة حاسب مركزي قريب. يتم توصيل وحدة تحكم عن بعد بخط اتصالات بواسطة مودم. غالبًا ما يتم إسقاط وحدات التحكم عن بُعد رابط الاتصال عن بعد 3270 ، مع وجود وحدات تحكم متعددة على الخط.
تتصل أجهزة آي بي إم 3270 بمضاعف 3299 أو وحدة تحكم الكتلة، على سبيل المثال، 3271 ، 3272 ، 3274 ، 3174 ، باستخدام أسلاك RG-62 ، 93 أوم، أسلاك محورية في تكوين من نقطة إلى نقطة مع سلك واحد مخصص لكل طرف. يتم إرسال البيانات بمعدل بت 2.3587 ميجا بايت / ثانية باستخدام تشفير مانشستر التفاضلي المعدل قليلاً. يتم دعم تشغيل الأسلاك حتى 1.500 متر. في الأصل، تم تجهيز الأجهزة بموصلات BNC ، والتي تم استبدالها لاحقًا بما يسمى DPC - موصلات ثنائية الغرض تدعم نظام الأسلاك المزدوجة الملتوية من IBM Shielded دون الحاجة إلى ما يسمى وحدة اتزان الهاتف حمراء.
في تدفق البيانات، يتخلل كل من النص والتحكم (أو وظائف التنسيق) مما يسمح برسم الشاشة بأكملها كعملية إخراج واحدة. يسمح مفهوم التنسيق في هذه الأجهزة بتقسيم الشاشة إلى حقول (مجموعات من خلايا الأحرف المتجاورة) والتي يمكن تعيين العديد من سمات المجال لها، على سبيل المثال، اللون، التمييز، مجموعة الأحرف، الحماية من التعديل، . تحتل سمة الحقل موقعًا ماديًا على الشاشة يحدد أيضًا بداية الحقل ونهايته. هناك أيضًا سمات شخصية مرتبطة بمواقع الشاشة الفردية.
باستخدام تقنية تعرف بالقراءة المعدلة ، يمكن أن يحتوي الإرسال الفردي إلى الإطار الرئيسي على التغييرات من أي عدد من الحقول المنسقة التي تم تعديلها، ولكن دون إرسال أي حقول غير معدلة أو بيانات ثابتة. تعمل هذه التقنية على تحسين الإنتاجية النهائية لوحدة معالجة مركزية وتقليل البيانات المرسلة. يجد بعض المستخدمين المطلعين على الواجهات الطرفية التي تحركها المقاطعة هذه التقنية غير عادية. هناك أيضًا إمكانية قراءة المخزن المؤقت الذي ينقل المحتوى الكامل للمخزن المؤقت لشاشة(مخزن الإطار المؤقت) 3270 بما في ذلك سمات الحقل. يستخدم هذا بشكل أساسي لأغراض تصحيح الأخطاء للحفاظ على محتويات شاشة برنامج التطبيق أثناء استبدالها مؤقتًا بمعلومات تصحيح الأخطاء. وباستخدام تقنية تُعرف باسم تعديل القراءة، يمكن أن يحتوي الإرسال الفردي إلى الجهاز المركزي على التغييرات من أي عدد من الحقول المنسقة التي تم تعديلها، ولكن بدون إرسال أي حقول غير معدلة أو بيانات ثابتة. تعمل هذه التقنية على تحسين الإنتاجية النهائية لوحدة المعالجة المركزية وتقليل البيانات المرسلة. يجد بعض المستخدمين المطلعين على الواجهات الطرفية التي تحركها المقاطعة هذه التقنية غير عادية. هناك أيضًا إمكانية قراءة المخزن المؤقت الذي ينقل المحتوى الكامل للمخزن المؤقت بشاشة 3270 بما في ذلك سمات الحقل. يستخدم هذا بشكل أساسي لأغراض تصحيح الأخطاء للحفاظ على محتويات شاشة برنامج التطبيق أثناء استبدالها مؤقتًا بمعلومات تصحيح الأخطاء.
قدمت أوائل 3270s ثلاثة أنواع من لوحات المفاتيح. جاءت لوحة مفاتيح الآلة الكاتبة في إصدار 66 مفتاحًا، بدون مفتاح وظيفة مبرمجة (PF) ، وإصدار 78 مفتاحًا مع اثني عشر مفتاحًا. يحتوي كلا الإصدارين على مفتاحي Program Attention (PA). تحتوي لوحة مفاتيح إدخال البيانات على خمسة مفاتيح PF ومفتاحين PA.:p.19 تحتوي لوحة مفاتيح وحدة تحكم المشغل على اثني عشر مفتاح PF ومفتاحين PA.: ص 19 لاحقًا كان لدى 3270s مفتاح تنبيه، ومفتاح تحديد المؤشر، ومفتاح طلب النظام، وأربعة وعشرون مفتاحًا من مفاتيح PF وثلاثة مفاتيح PA. كان هناك أيضًا مفتاح TEST REQ. عند الضغط على أحد هذه المفاتيح، سيؤدي ذلك إلى قيام وحدة التحكم الخاصة بها بإنشاء مقاطعة إدخال / إخراج للحاسوب المضيف وتقديم معرف انتباه (AID) يحدد المفتاح الذي تم الضغط عليه. يمكن استدعاء وظائف برنامج التطبيق مثل الإنهاء أو الصفحة لأعلى أو الصفحة لأسفل أو المساعدة بضغطة مفتاح واحدة، وبالتالي تقليل الحمل على المعالجات شديدة الانشغال.
كان الجانب السلبي لهذا النهج هو أن السلوك الشبيه بـ في آي ، الاستجابة لضغطات المفاتيح الفردية، لم يكن ممكنًا. للسبب نفسه، لم يلق منفذ لوتس 1-2-3 إلى حواسيب كبيرة مع 3279 شاشة نجاحًا لأن مبرمجيه لم يتمكنوا من تكييف واجهة مستخدم جدول البيانات بشكل صحيح مع شاشة في وقت واحد بدلاً من الحرف في وقت واحد. لكن استجابة المستخدم النهائي كانت أكثر قابلية للتنبؤ مع 3270 ، وهو أمر يقدره المستخدمون.